# Die Widergänger
Die Widergänger lautet der Titel eines Romans von Werner Helwig. Das Werk gilt unter den fünf Griechenland-Romanen des Autors als „das künstlerisch am besten gelungene Buch“.

## Inhalt

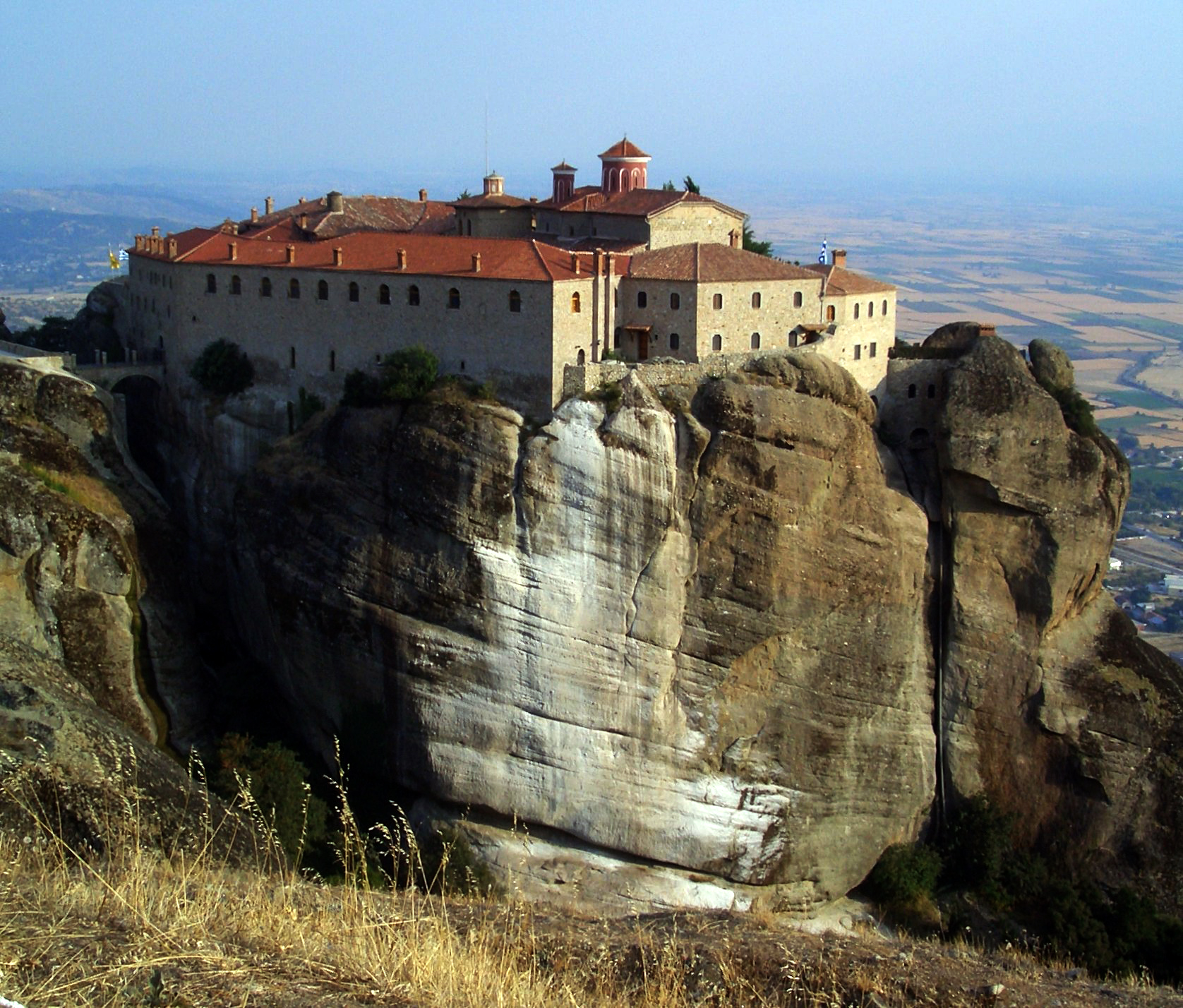
Handlungsort des Romans ist ein schwer zugängliches Bergkloster

Ein kleines griechisches Dorf wird zerstört. Die Bewohner hatten hartnäckigen Widerstand gegen die Gewalt der das Land beherrschenden ausländischen Machthaber geleistet. Sieben Überlebende retten sich in ein leeres thessalisches Bergkloster und verteidigen sich mit List gegen die Übermacht der Belagerer. In der Nacht, während sie wachen, wird erzählt. Die Menschen, unter ihnen der frühere Priester Angelos Vlachos, beschwören den Geist des alten Hellas und ringen um die innere Freiheit, wobei sich alle langsam verändern, bis schließlich die äußere Freiheit durch die kühne Tat des Knaben Tahir gerettet wird, der Partisanen zu Hilfe holt.

## Form und Rezeption
Thema des Buches ist der Widerstand gegen die Unfreiheit. Helwig gab in seinem Roman dem Dorf, das sich widersetzte, den Namen „Ochi“ (neugriechisch: Nein). Der Autor verbindet aktuelles Geschehen mit einer mythischen Fabel. Die Geschichten, die die vom Tode bedrohten Eingeschlossenen erzählen, haben eine heilende Funktion; in ihnen zeigt sich eine „ergreifende Mischung aus naiver Lebenskraft und harter, aus alter Zeit ins Heute hinein entwickelter Schläue“. Diese halbwilden Dorfgriechen leben „real und mit höchst persönlichen Gebärden in Helwigs Schilderungskunst, obwohl diese alles andere als naturalistisch oder auch nur realistisch ist“, wie Die Zeit schrieb und die die mit lyrischen Tönen versetzte Erzählkunst des Romans hervorhob. Heinz Schöffler sah in den Widergängern in der „Meisterschaft der Komposition und der Prägnanz des dichterischen Wortes wohl das künstlerisch am besten gelungene Buch“ des Autors. Kritischer betrachtete die Zeitschrift Hochland den Roman; sie schrieb, Helwig gelänge es, die „homerische Einfalt und Anschauungsfülle dieser Menschen zu erfassen, solange er in ihrem Denkkreis bleibt. Wo er aber, beispielsweise in der Predigt des orthodoxen Priesters, letzte Aussagen zu geben versucht, überschreitet er seine Möglichkeiten und die des Stoffes.“

## Ausgaben
- Die Widergänger. Roman. Diederichs, Düsseldorf 1952
- Die Widergänger. Ein Roman. Neu bearbeitet nach der ersten, 1952 erschienenen Auflage. Hegner, Köln und Olten 1960
- (unter dem Titel:) Die Gesetzlosen. Ein Roman. List Tb Nr. 273. List, München 1964
- Nieugięci. Ins Polnische übersetzt von Sławomir Błaut. Państwowy Instytut Wydawniczy, Warschau 1967

## Zitat
Eine der Binnenerzählungen beginnt:

„Man kommt, man geht. Einer kam vom Osten und ging nach Westen. Einer kam vom Westen und ging nach Osten. Auf der Mitte des Weges begegneten sie sich. Begrüßten sich, nannten ihre Namen, verglichen ihre Messer. Auf dem einen stand eingraviert: ‚Ich bin dein einziger Freund.‘ Auf dem anderen stand eingraviert: ‚Ich bin die Maus, die an der Wurzel des Lebens nagt.“